# Stanisław Rymsza Żybort
Stanisław Rymsza Żybort herbu Gozdawa – marszałek hospodarski w 1600 roku.